# Абдуллаев, Рустам (композитор)
Рустам Абдуллаев (12 февраля 1947, Хива) — советский и узбекский композитор. Председатель Союза композиторов Узбекистана (с 1995 года). Заслуженный деятель искусств Республики Узбекистан (1997).
Родился в Хиве в семье агронома и учительницы. В детстве учился в хивинской музыкальной школе по классу кашгарского рубаба, а также играл в оркестре Народного театра. В начале 1970-х годов учился в Ташкентской государственная консерватории (у Б. Ф. Гиенко, а затем в ассистентуре-стажировке у Б. И. Зейдмана). С 1985 года преподаёт в консерватории на кафедре композиции и инструментовки (в 2010 году стал профессором).
Создаёт музыкальные произведения в различных жанрах, в частности автор оперы «Садокат» («Верность»), рассказывающей о судьбе поэтессы Зульфии, балета-оратории «Поклонись солнцу», инструментальных концертов (в том числе программных Второго фортепианного концерта «Напевы Навруза» и Третьего фортепианного концерта «Тайские напевы»), вокальных циклов («Хиросима фарёди» («Плач Хиросимы») на слова японских поэтов, «Хижрон» («Разлука») на слова Зульфии) и других сочинений.
Женат, трое детей. Дети Бехзод и Эльнура — пианисты.

## Награды
- 1986 — Государственная премия Узбекской ССР имени Хамзы (за создание музыки к балету «Поклонись солнцу»)[7]
- 1997 — Заслуженный деятель искусств Узбекистана
- 2022 — Орден «Мехнат шухрати»[8]